# Horst Faas
Horst Faas (Berlim, 27 de abril de 1933 — Munique, 10 de maio de 2012) foi um fotógrafo e correspondente de guerra alemão.

## Biografia
Faas trabalhou entre 1956 e 2004 para a agência norte-americana Associated Press (AP) e fotografou diversos conflitos na Argélia, Bangladesh e Zaire. Porém, tirou as suas fotos mais marcantes durante a Guerra do Vietnã (1957-1975). Entre 1963 a 1974 coordenou os fotógrafos da AP em Saigon e recebeu em 1965 o Prêmio Pulitzer para reportagem fotográfica. Em 1972 se empenhou para a publicação da foto de Huynh Cong Ut sobre a menina Phan Thị Kim Phúc, lembrada como uma das mais terríveis imagens da Guerra do Vietnã e ganhou, junto com Michel Laurent, seu segundo Prêmio Pulitzer, com uma reportagem em Bangladesh. Em 1976 mudou-se para Londres assumindo a chefia dos fotógrafos da AP para Europa, Oriente Próximo e África e se retirou em 2004.

## Prêmios
- 1964: Robert Capa Gold Medal[3][5]
- 1965: Prêmio Pulitzer
- 1972: Prêmio Pulitzer (junto com Michel Laurent)
- 1997: Robert Capa Gold Medal[6]
- 2005: Prêmio Dr.-Erich-Salomon[7]

## Obra
- Horst Faas, Hélène Gédouin: Henri Huet : J'étais photographe de guerre au Viêtnam, editora: Editions du Chêne 2006, ISBN 2842776542
- Horst Faas (Hrsg.): Requiem. By the photographers who died in Vietnam and Indochina, Random, Nova Iorque 1997, ISBN 0-679-45657-0
- Meinrad Grewenig (texto), Horst Faas (fotos): Augenblicke des Jahrhunderts. Meisterwerke der Reisefotografie von Associated Press, Hatje Cantz, Ostfildern-Ruit 1999, ISBN 3-7757-0866-9
- Hugh A. Mulligan (texto), Horst Faas (fotos): no place to die. The agony of Voetnam, Morrow, Nova Iorque 1967
- Richard Pyle (texto), Horst Faas (fotos): Lost Over Laos. A true story of tragedy, mystery, and friendship, Da Capo Press, Cambridge, Mass. 2003, ISBN 0-306-81196-0